# 碳龙

7C碳龙的结构，其中M表示金属原子

碳龙（carbolong）是一类金属有机配合物，其特征是含有长碳链（≥7个碳原子）的平面共轭体系，且至少存在三根金属-碳键。这类最早被夏海平课题组发现并命名。研究碳龙的化学被称作碳龙化学。
一些碳龙的吸光能力好，可用于光的转化，如用作光热响应材料或光疗试剂等。